# Donatello Losito
Donatello Losito (* 26. Oktober 1940 in  Köln; † 19. Februar 2008 in Berlin) war ein italienisch-deutscher Maler, Grafiker und Objektkünstler.

## Leben

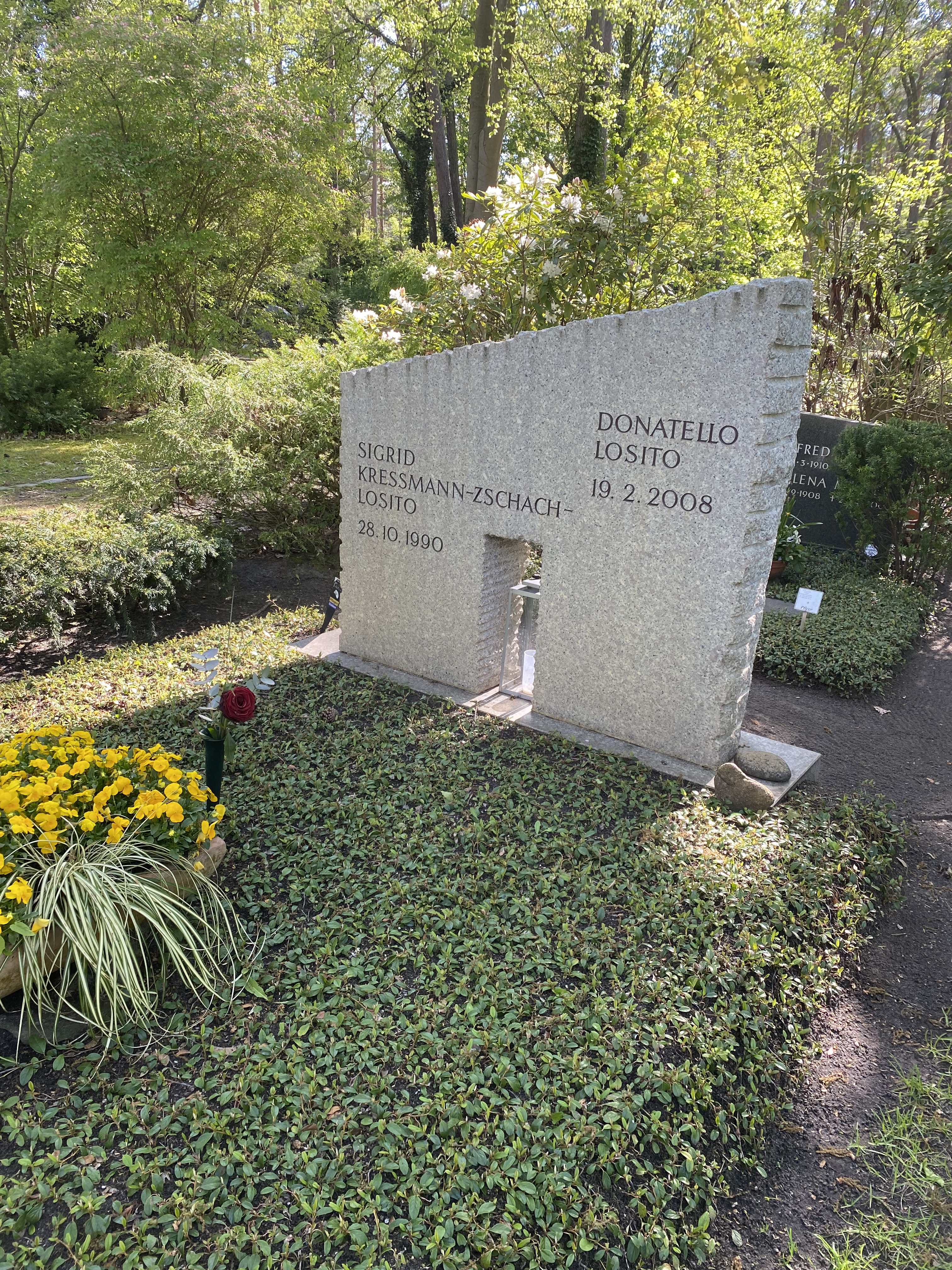
Grabstätte auf dem Waldfriedhof Zehlendorf

Donatello Losito wurde als Sohn des italienischen Malers und Bildhauers Luigi Losito und seiner Ehefrau Lieselotte, Dolmetscherin für Französisch und Italienisch, geboren. 1944 zog die Familie kriegsbedingt nach Magdeburg. Dort besuchte er die Schule, aus politischen Gründen wurde der Besuch der weiterführenden Oberschule verwehrt. 1955–1958 wurde er zum Stuckateur und Restaurator ausgebildet. Auf Reisen durch Frankreich und Italien entstanden 1959/1960 erste Arbeiten in Öl und Aquarell.
1961 übersiedelte er nach West-Berlin und besuchte bis 1964 die Meisterschule für das Kunsthandwerk. Nach dem Bau der Mauer 1961 entschloss sich Losito gemeinsam mit Kommilitonen der Meisterschule tätig zu werden, um Studenten und Dozenten der Meisterschule, die in Ost-Berlin wohnhaft waren, die Flucht nach West-Berlin zu ermöglichen. Die Fluchthilfeaktionen wurden durch die Kanalisation und mit gefälschten Pässen durchgeführt. Im Juni 1965 erfolgte die Verhaftung in Magdeburg und im Dezember 1965 wurde er durch das Bezirksgericht Magdeburg wegen Beihilfe zur sogenannten „Republikflucht“ und Urkundenfälschung zu vier Jahren Zuchthaus verurteilt.
Nach 18 Monaten Haft kaufte die Bundesrepublik Deutschland Donatello Losito frei. Zunächst arbeitete er als freier Graphiker, später widmete er sich ganz der freien Malerei. 1969 lernte er die Architektin Sigrid Kressmann-Zschach, seine spätere Ehefrau, kennen. Er führte Einzelausstellungen durch und beteiligte sich an zahlreichen Ausstellungen. In diesen Jahren entstand sein künstlerisches Hauptwerk.
1990 starb Sigrid Kressmann-Zschach. Losito übernahm die Geschäftsführung zahlreicher Gesellschaften und Verwaltungen und führte Bauprojekte durch. Bis zu seinem Tod kehrte er nicht mehr zur Malerei zurück.
Im Jahre 2007 heiratete er Joanna Fraino.
Am 19. Februar 2008 starb Donatello Losito. Seine letzte Ruhestätte befindet sich gemeinsam mit Sigrid Kressmann-Zschach auf dem Waldfriedhof Zehlendorf (Feld 036).
Donatello Losito hat mit seinem Testament die Losito • Kressmann-Zschach-Foundation errichtet. Seine Namenswahl bringt zum Ausdruck, dass seine vor ihm verstorbene Ehefrau ebenso wie er die Errichtung der Stiftung als ihren Willen bekundet hat.

## Leistung und Werk
Im Jahre 1972 schrieb der Kunstkritiker Helmut Kotschenreuther über die erste große Einzelausstellung „Losito hat einen durch Sensibilität geschärften Blick für das Groteske, das Komische, das Unheimliche, das Inhumane in unserer desolaten Welt und zugleich die Fähigkeit, dafür die bündigste, die „schlagende“ bildnerische Formel zu finden“.
Lositos Sicht auf die Welt unterlag keinen modischen Schwankungen, sie war jedoch – das lässt sich nach seinem Tod sagen – weit
vorausschauend: kein zweiter deutscher Künstler hat die „digital vernetzte Welt“ des 21. Jahrhunderts so früh, so treffend und das heißt: so bedrohlich erkannt. Als Losito Anfang der siebziger Jahre den Computer als Objekt der Kunst entdeckte, da war das „Internet“ noch nicht erfunden, nur einige Physiker wussten, was „gedruckte Schaltungen“ wohl sein könnten und die Horrorvisionen des durchsichtigen Menschen entbehrten realer Fakten (Hans Halter).
Die neuen Dimensionen des heraufziehenden Computerzeitalters setzten nach der Meinung des Künstlers die basale Natur der Beziehung Mensch-Natur nicht außer Kraft. Integrierte Schaltkreise als Objektträger, verdichten sich zu Werken einer fast „pervers schönen Ästhetik“, wie das Kunstmagazin 1984 fand. Jedoch „Mit den Worten Verbindung, Verknotung, Vernetzung an sich spiele ich auf grundsätzliche Vernetzung von Natur und Menschen an“ entgegnete Losito.
Das Selbststudium des Schattenreiches hinter dem banal Sichtbaren fesselte ihn lange Zeit. Die oft nur skizzierte anatomische Struktur wird ein fester Bestandteil seiner erstaunlich variablen Bildkunst. Von ihr legen die Zeichnungen, mit denen Losito „Candid“, den berühmten philosophischen Roman Voltaires 1980 illustrierte, ein weithin beachtetes Zeugnis ab. Das großformatige Buch erschien 1981 mit über hundert einzelnen Zeichnungen, die zueinander in fragmentarischen Verbindungen bestehen (limitierte Ausgabe Rotadruck, Rainer Hindersmann).
Wie im „Candid“ Realitäten und Utopien einander abwechseln, indem „sie unversehens ineinander münden“ so urteilt Heinz Ohff 1981, „wechseln sich Stilformen, Modernes und Altes und Allegorien in Lositos Zeichnungen miteinander ab, indem sie sich die Bälle zuspielen. Das hat etwas zugleich Überlegenes und Überlegtes, wie es jene frisch zupackende Spontaneität besitzt, die den gewieften, durch viele Schulen gegangenen Zeichner doch immer wieder, in beiderlei Wortsinn, auszeichnet“.

## Werke (Auswahl)
- 1972 Kain und Abel am Computer
- 1976/1980 Porträts von seiner Ehefrau Sigrid, Jule Hammer, Ben Wagin u. a.
- 1977/1981 Zahlenlandschaften
- 1980/1983 Vernetzte Porträtaufnahmen mit Röntgenbildern
- 1971/1989 Humusblätter
- 1984/1986 Copitagen (26 Arbeiten)
- 1988/1989 Alta moda
- 1986/1987 Cornuto Mephisto
- 1985/1986 Schwarz auf Weiß ohne Boot (21 Arbeiten)
- 1988/1989 Dominoserie
- 1988/1989 Donasiserie

## Einzelausstellungen
- 1972  UCC Haus Berlin
- 1973  Contra Club Galerie Bonn,
- 1973  Studio Brescia
- 1977  Offenbacher Kunstkabinett Behr & Trafz
- 1981  Haus am Lützowplatz, Berlin
- 1987  Galerie Adlung & Kaise, Berlin
- 1989  Galerie Michael Schulz, Berlin
- 2010  Galerie Michael Schulz, Berlin „Losito 70“